# Helmut Luft

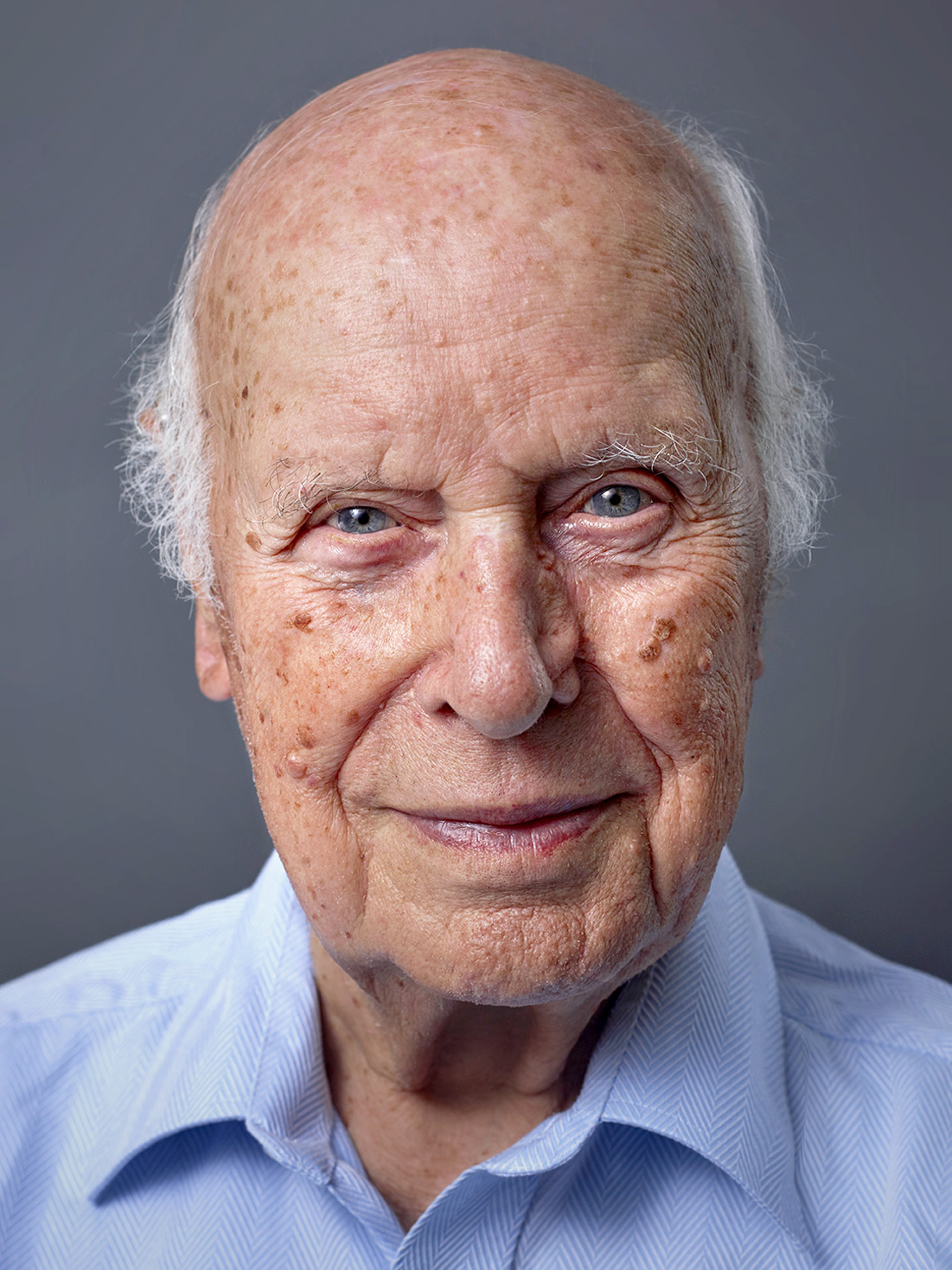
Helmut Luft (2023)

Helmut Luft (* 11. November 1924 in Babenhausen) ist ein deutscher Nervenarzt, Psychoanalytiker, Altersforscher und Autor, der sich um die Psychotherapie Älterer sowie um die Einführung einer ganzheitlichen Auffassung und die Chancen guten Alterns verdient gemacht hat.

## Leben und Wirken
Helmut Lufts Vorfahren waren Bauern und Handwerker aus Wald-Amorbach im Odenwald. Sein Vater war Polizeibeamter, er wuchs mit einer älteren Schwester auf. 1930 zog die Familie nach Darmstadt, wo er 1942 an der Justus-Liebig-Schule das Abitur machte. 1957 heiratete er Sonja Luft, geb. Schröder (1934 – 2017), mit der er zwei Töchter und einen Sohn hat.
Luft leitete von 1965 bis 2000 die Fachklinik Hofheim am Taunus und war in der Forschung und Lehre im In- und Ausland tätig. Sein Ziel war, die Erkenntnisse der Psychoanalyse und Psychosomatik bei Patienten anzuwenden und zu einer ganzheitlichen Auffassung und Behandlung zu kommen. Über die Verbindungen zwischen Lebensgeschichte und Krankheit, die Mitwirkung unbewusster Faktoren und die Wechselwirkungen zwischen Körper und Psyche sowie die Rolle von Stimmungen und Träumen hat Luft in zahlreichen Fachartikeln und Vorträgen berichtet. Ein weiteres Ziel war, diese Erkenntnisse jedem Arzt zugänglich zu machen und sie im Curriculum von Weiterbildungsordnungen einzuführen. Er hielt darüber viele Vorträge und Seminare, war an der Gründung von Weiterbildungsgemeinschaften beteiligt und war bei der Landesärztekammer Hessen als Gutachter bei der Einführung von Zusatztiteln und neuen Facharzt-Bezeichnungen und bei Ermächtigungen tätig.
Seine allgemeinverständlichen Sachbücher möchten das Fachwissen über „Gutes Altern“ jedermann zugänglich machen und besonders auch das Verständnis der Probleme und neuen Chancen bis ins sehr hohe Alter, z. B. Hundertjährige, fördern.

## Beruflicher Werdegang
Luft studierte von 1942 bis 1945 Humanmedizin an der Friedrich-Wilhelms-Universität zu Berlin und absolvierte Praktika in Prag und Wien. Nach Kriegsende setzte er 1946 sein Medizinstudium an der Johann Wolfgang Goethe-Universität in Frankfurt am Main fort. Er war zeitweise Gasthörer an der Sorbonne in Paris. 1948 erhielt er die Approbation und promovierte 1950 in Frankfurt am Main über Traum und Stimmung: Ein kasuistischer und methodologischer Beitrag zur medizinischen Anthropologie. Seine berufliche Laufbahn: 1950 Assistenzarzt an der Inneren Abteilung des Elisabethenstift Darmstadt. Zwischen 1951 und 1964 machte er an der Universitätsnervenklinik Frankfurt eine Weiterbildung zum Facharzt für Nerven- und Geisteskrankheiten, wo er ab 1962 als Leiter der Poliklinik zuständig für Konsiliardienste, Psychotherapie von Psychosen war.
Von 1965 bis 2000 war Luft leitender Arzt der Kurklinik Hofheim am Taunus, die er zur Fachklinik Hofheim mit Ermächtigungen für die Weiterbildung in den Bereichen Psychiatrie, Psychotherapie und Psychoanalyse entwickelte.
Ab 1965 begann er die Weiterbildung zum Psychoanalytiker bei der Deutschen Psychoanalytischen Vereinigung (DPV) in dem von Alexander Mitscherlich geleiteten Institut in Frankfurt am Main, die er 1973 abschloss. 1977 wurde Luft ordentliches Mitglied der DPV, 1979 Vorsitzender der Frankfurter Psychoanalytischen Vereinigung (FPI). Von 1979 bis 1982 Weiterbildung zum psychoanalytischen Gruppentherapeuten. 1980 wurde Luft Lehr- und Kontrollanalytiker für Psychoanalyse der DPV und der Internationalen Psychoanalytischen Vereinigung. Von 1982 bis 1991 war Luft Organisator der DPV-Herbsttagungen in Wiesbaden und Co-Herausgeber der Tagungsbände (mit Günter Maass (* 1926)). Bei der Landesärztekammer Hessen war er als Gutachter bei der Einführung von Zusatztiteln, neuen Facharzt-Bezeichnungen und bei Ermächtigungen tätig. 1995 Mitgründer und bis 2000 Gründungspräsident des Mainzer Psychoanalytischen Instituts an der Johannes-Gutenberg-Universität und Gutachter an der Landesärztekammer Rheinland-Pfalz.
Seit 1994 widmet sich Luft ganz der Erforschung des Alters und schloss sich dem Arbeitskreis Psychoanalyse im Alter unter Hartmut Radebold in Kassel an. Luft entdeckte bei seinen Patienten signifikante Unterschiede zwischen Älteren und jüngeren Generationen und entwickelte Konzepte zum besseren Verständnis und Behandlung der Probleme und Leiden von Älteren. Er hielt darüber zahlreiche Fachvorträge und Seminare und schrieb Artikel für Fachzeitschriften.

### Tätigkeiten an Hochschulen und Instituten
- 1981–1989: Lehrauftrag an der Johann Wolfgang Goethe-Universität in Frankfurt am Main über Psychoanalyse und Psychosomatik in der Klinik
- 1975–1995: Dozent am Frankfurter Psychoanalytischen Institut (FPI)
- 1995–2000: Dozent am Mainzer Psychoanalytischen Institut (MPI)

## Mitgliedschaften
- Arbeitsgemeinschaft Psychoanalyse und Altern
- Deutsche Gesellschaft für Gerontologie und Geriatrie e.V.
- Deutsche Gesellschaft für Psychiatrie und Psychotherapie, Psychosomatik und Nervenheilkunde e.V.
- Deutsche Psychoanalytische Vereinigung (DPV)
- Golf Senioren Gesellschaft Deutschland e.V.
- Sigmund-Freud-Stiftung

## Publikationen

### Aufsätze und Artikel (Auswahl)
- Übertragungs-Psychosen. Über wahnhaft halluzinatorische Krisen im Verlauf psychotherapeutischer Behandlungen. In: Der Nervenarzt. Ausgabe 32, 1950. S. 199–210.
- Klinische Psychotherapie-Zeitschrift und Med. Psychologie. Stuttgart. 1962. S. 42f.
- Die Wochenbettdepression. In: Der Nervenarzt. Ausgabe 35, 1964. S. 185–194.
- Wandlungen der psychoanalytischen Behandlung der Depressionen. Jahrbuch der Psychoanalyse Verlag Hans Huber Bern. 1978. S. 25–40.
- Psychoanalyse damals und heute ein Vergleich nach 50 Jahren IPV 1932/DPV Tagungsband DPV Herbsttagung Wiesbaden S. 79–88.
- Gruppenphänomene in einer psychoanalytisch geführten Klinik in ihrer Bedeutung für die Sozialisation von psychisch Kranken. In: Zeitschrift für Gruppenpsychotherapie und Gruppendynamik. Vandenhoeck und Ruprecht. S. 141–145.
- mit P. Kutter und M. Schierer: Stationäre Therapie unter Anwendung des Konzepts des Basiskonflikts Praxis der Psychotherapie und Psychosomatik 36, Springer Verlag. S. 227–238.
- Freuds Trauma und Traumalehre 1938/39. Das Erbe Sigmund Freuds in Deutschland – 50 Jahre nach seiner Vertreibung. Tagungsband DPV Herbsttagung Wiesbaden S. 75–88.
- Die Machbarkeit von Veränderung. Konzept – Prozess – Zeitgemäßes. In: Was tut sich in der stationären Psychotherapie?, Psychosozial-Verlag, Gießen, S. 325–348.
- Syndrome und Konflikte stationär behandelter älterer Menschen, Geschlechtsspezifische Unterschiede. Psyche 52, S. 214–235.
- Zur stationären Behandlung älterer Menschen. In: Psyche, 1998, Jg. 52, Ausg. 3, Klett-Cotta Verlag, S. 214–235.[10]
- Psychoanalyse in reiferen Jahren. Fakten und Thesen. In: Psyche, 2003, Jg. 57, Ausg. 7, Klett-Cotta Verlag, S. 585–611.[11]
- Höheres Alter – Bedrängnisse und kreative Antworten. In: Psyche, 2013, Jg. 67, Ausg. 7, Klett-Cotta Verlag, S. 597–622.[12]
- Psychoanalyse in der Gegenwart. In: Verfahren der Psychotherapie (Hrsg. G. Nissen) Kohlhammer Verlag Stuttgart,S. 27–40.
- Prosperos stürmischer Abschied. Die Problematik von Altern und Rückzug in Shakespeares letztem Schauspiel >Der Sturm<. Jahrbuch der Psychoanalyse 45: 121–148. frommann-holzboog, Stuttgart.
- Psychoanalyse in reiferen Jahren. Fakten und Thesen. Psyche 57: 585–612 Klett-Cotta Stuttgart
- Psychoanalytische und ethologische Aspekte zur Affektlehre. In: Nissen, G. (Hrsg.) Affekt und Interaktion, Kohlhammer Verlag, Stuttgart, S. 92–103.
- Triebschicksale im Alter – Vergänglich, wandelbar, zeitlos?. In: Psychotherapie im Alter, Psychosozial-Verlag, Gießen. S. 25–35.
- Verhaltensbiologische Aspekte im Gruppenverhalten. In: Psychotherapie im Alter, Psychosozial-Verlag Gießen. S. 89–103.
- Altersbilder bei Shakespeare – zeitgebunden oder aktuell?. In: Psychotherapie im Alter 3/4, Psychosozial-Verlag S. 97–114.
- Altern und Sterben in der Literatur – die Ödipusdramen des Sophokles. In: Psychotherapie im Alter, Ausg. 2/2008, Psychosozial-Verlag Gießen. S. 147–158.
- Bedrängnisse der letzten Lebensphase – Sophokles, Shakespeare, Freud. Psyche
- Verzicht auf Zorn – Freuds Umgang mit negativen Affekten. In: Psychotherapie im Alter, Ausg. 2/2021, Psychosozial-Verlag Gießen. S. 207–222.
- Vom Glück der reifen Jahre. In: Psychotherapie im Alter, Ausg. 4/2012, Psychosozial-Verlag Gießen. S. 413–424.
- Kreatives Vergessen. In: Psychotherapie im Alter, Ausg. 14/2003, Psychosozial-Verlag Gießen. S. 289–302.

### Sachbücher (Auswahl)
- Jenseits von 90: Das Versagen des Körpers und die Reifung der Person im hohen Alter. Brandes & Apsel, Frankfurt am Main 2025 (Ankündigung); ISBN 978-3-95558-389-7.
- Träume des Alters: Abgründe und Ängste, Hoffnungen und Glück. Brandes & Apsel, Frankfurt am Main 2021; ISBN 978-3-95558-296-8.
- Der Mann über 60: Ganzheitlicher Ratgeber für junge bis hochbetagte Alte. Brandes & Apsel, Frankfurt am Main 2020; ISBN 978-3-95558-278-4.
- Cervantes – Aufbruch zum modernen Menschen. Eine psychoanalytische Studie. Brandes & Apsel, Frankfurt am Main 2018; ISBN 978-3-95558-231-9.
- Golf für Junggebliebene. Copress Verlag, München 2016; ISBN 978-3-7679-1107-9.
- Die Kunst dem Alter zu begegnen: Psychoanalytische Erkundungen. Brandes & Apsel, Frankfurt am Main 2015; ISBN 978-3-95558-073-5.
- Gutes Altern: Verborgene Chancen und Hindernisse. Brandes & Apsel, Frankfurt am Main 2011; ISBN 978-3-86099-708-6.
- Golf ist ganz einfach: Wissenswertes und Amüsantes über eine beglückende Leidenschaft Copress Verlag, München 2016; ISBN 978-3-7679-1065-2.